# Ilona Madary
Ilona Madary, później Székely (ur. 23 czerwca 1916 w Budapeszcie, zm. 11 czerwca 2003 tamże) – węgierska gimnastyczka. Brązowa medalistka olimpijska z Berlina.
Zawody w 1936 były jej jedynymi igrzyskami olimpijskimi. Brązowy medal zdobyła w rywalizacji drużynowej. Węgierską drużynę tworzyły także Margit Csillik, Margit Kalocsai, Gabriella Mészáros, Margit Nagy, Olga Törös, Judit Tóth i Eszter Voit. 